# Vaterpolo na OI 1992.
Na OI 1992. u Barceloni u Španjolskoj, konačna ljestvica na vaterpolskom turniru je bila sljedeća:
| Odličje | Reprezentacija | |
| zlato   | Italija        | Francesco Attolico, Alessandro Bovo, Alessandro Campagna, Paolo Caldarella, Massimiliano Ferretti, Giuseppe Porzio, Marco D’Altrui, Mario Fiorillo, Ferdinando Gandolfi, Amedeo Pomilio, Francesco Porzio, Carlo Silipo                                                |
| srebro  | Španjolska     | Daniel Ballert Sans, Manuel Estiarte Duocastella, Pedro Garcia Aguando, Salvador Gomez Aguera, José Pico Llado, Marco Ganzalez Junquera, Ruben Michavila Jover, Jordi Sans Juan, Miguel Oca Gaia, Sergio Pedrerol Cavalle, Ricardo Sanchez Alarcon, Jesus Rollan Prada |
| bronca  | ZND            | Dimitrij Apanasenko, Andrej Bjelofastov, Aleksandr Kolotov, Jevgenij Šaronov, Dimitrij Gorškov, Sergej Naumov, Aleksej Vdovin, Vladimir Karabutov, Andrej Kovalenko, Nikolaj Kozlov, Sergej Markoč, Aleksandr Ogorodnikov, Aleksander Čigir                            |

Vaterpolski turnir je ozbiljno bio okrnjen nesudjelovanjem raspadnute Jugoslavije. Nijedna država nastala raspadom SFRJ nije sudjelovala na vaterpolskom turniru. SiCG nije sudjelovala zbog sankcija zbog agresije na Hrvatsku i BiH, a utjecajno osoblje u svjetskom vaterpolu i olimpijskom pokretu nije ništa učinilo za dovesti Hrvatsku na olimpijski turnir, unatoč tome što je hrvatski vaterpolo bio vladao Europom.